# Skiffersparv
Skiffersparv (Emberiza siemsseni) är en fågel endemisk för Kina i familjen fältsparvar.

## Utseende
Skiffersparven är en 13 cm lång, mycket distinkt sparv. Fjäderdräkten är ovanlig för fältsparvarna genom att vara helt ostreckad. Vidare är stjärten annorlunda formad, smal vid basen och bredare vid spetsen. Näbben är också mycket liten. Hanen är helt skiffergrå bortsett från den vita undergumpen, medan honan har kastanjefärgad huvud och hals.

## Utbredning och systematik
Fågeln förekommer i bergstrakter i centrala Kina i södra Gansu och södra Shaanxi söderut till västra Sichuan, möjligen även längre österut i Anhui. Utanför häckningstid påträffas den i ett vidare område på lägre nivå i Sichuan, västra Hubei, Anhui, Yunnan, Guizhou, Fujian och norra Guangdong. Den behandlas som monotypisk, det vill säga att den inte delas in i några underarter.

### Släktestillhörighet
Utseendemässigt påminner den om de helt obesläktade arterna inom släktet junkor (Junco) och den har därför ibland placerats som ensam art i släktet Latoucheornis. DNA-studier visar dock att den är en del av släktet Emberiza, närmast släkt med praktsparven (Emberiza elegans). Vissa delar dock upp Emberiza i flera mindre släkten. Skiffersparv förs då tillsammans med exempelvis sävsparv och videsparv till Schoeniclus.

## Levnadssätt
Skiffersparven förekommer i skogklädda bergsdalar på mellan 1500 och 2100 meters höjd. Födan är dåligt känd, men åtminstone i häckningstid lever den av små ryggradslösa djur som skalbaggar. Häckningen är i princip odokumenterad, med bobygge noterat i början av juni i Sichuan, men möjligen så tidigt som börja av maj i vissa områden. Arten är höjdleds- och kortflyttare.

## Status och hot
Arten har ett stort utbredningsområde och en stor population med stabil utveckling och tros inte vara utsatt för något substantiellt hot. Utifrån dessa kriterier kategoriserar internationella naturvårdsunionen IUCN arten som livskraftig (LC). Världspopulationen har inte uppskattats men den beskrivs som troligen inte sällsynt.

## Namn
Fågelns vetenskapliga artnamn hedrar Gustav Theodor Siemssen (1857-1915), tysk affärsman och generalkonsl i Fukien, Kina 1903.